# Landschaftsschutzgebiet Südliches Lipper Bergland mit Werrehügelland und Detmolder Hügelland sowie Bielefelder Osning mit Pivitsheider Bergen

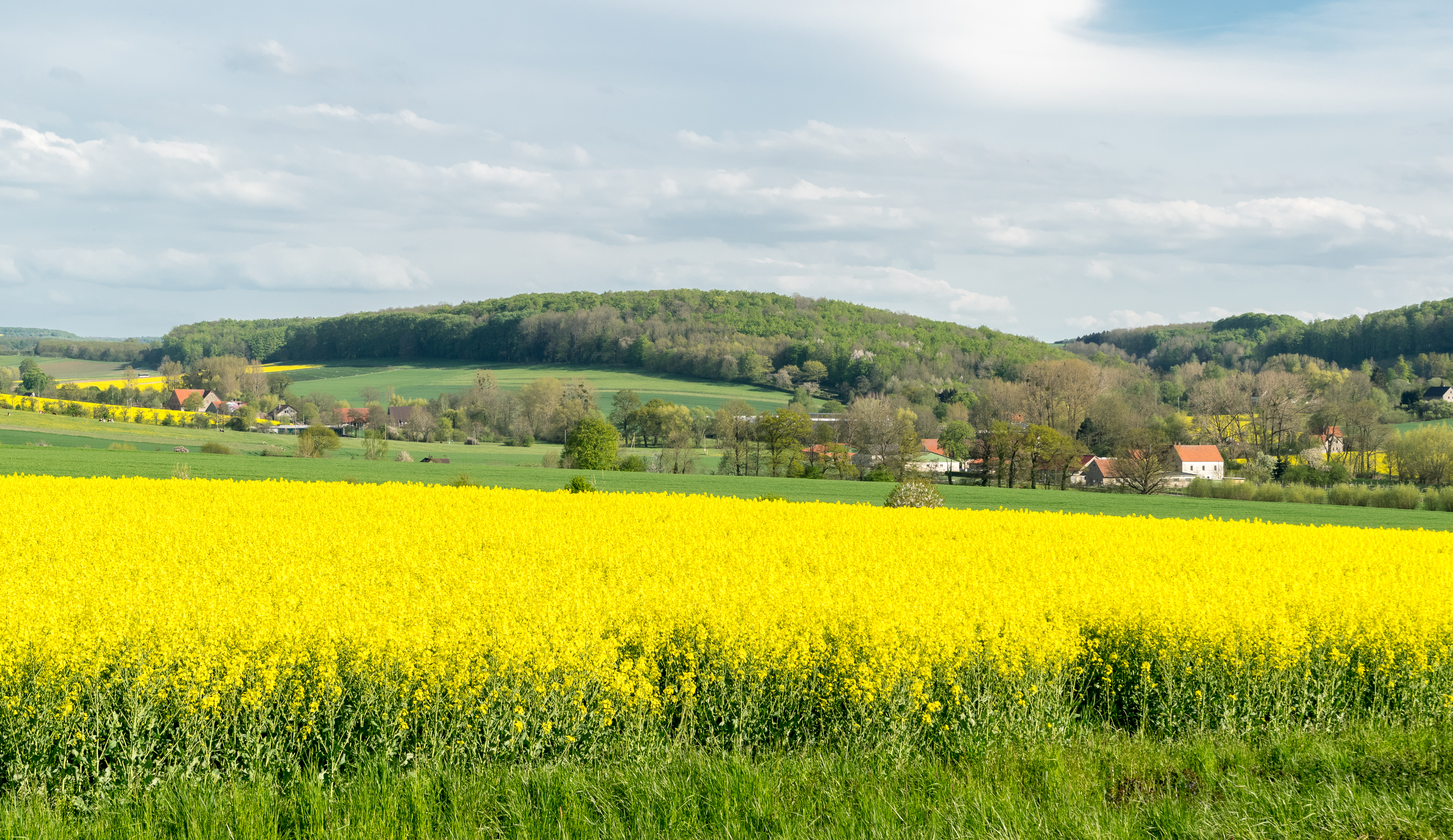
Schönemark im LSG

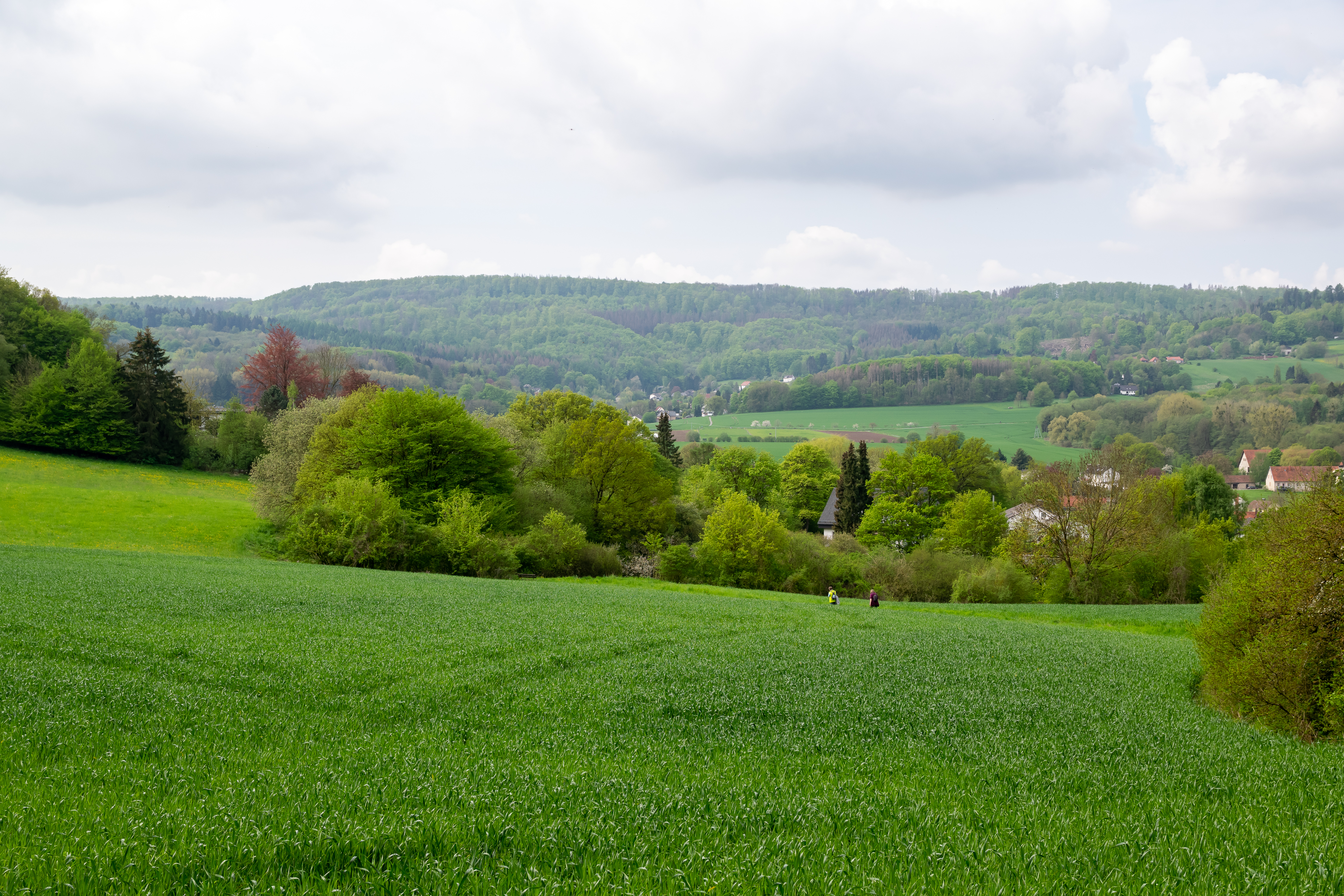
Büchenberg

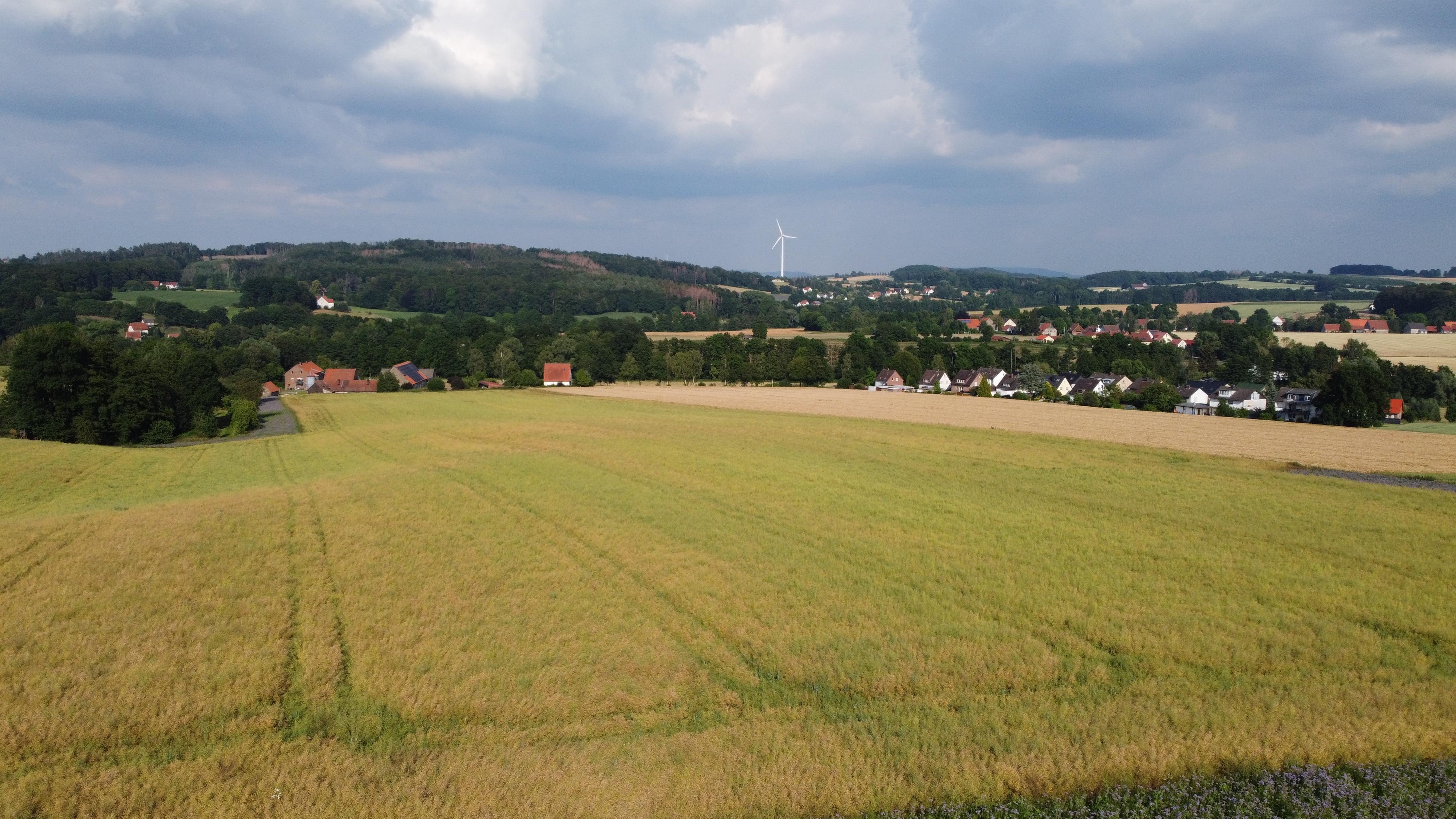
LSG bei Mosebeck

Das Landschaftsschutzgebiet Südliches Lipper Bergland mit Werrehügelland und Detmolder Hügelland sowie Bielefelder Osning mit Pivitsheider Bergen mit 6.180,71 ha Flächengröße liegt im Stadtgebiet von Detmold. Es wurde 2006 mit dem Landschaftsplan Detmold durch den Kreistag des Kreises Lippe als Landschaftsschutzgebiet (LSG) ausgewiesen. Es besteht aus einer großen Hauptfläche und mehreren unterschiedlich großen Teilflächen. Zahlreiche Straßen durchschneiden das Gebiet. Teilweise grenzt die Bebauung direkt an das Schutzgebiet.

## Beschreibung
Das LSG umfasst die Bereiche des Stadtgebietes von Detmold außerhalb von bebauten Bereichen und anderen Schutzgebieten. Im Schutzgebiet liegen hauptsächlich Wälder, Äcker und Grünland. Auch Gewässer liegen im LSG.
Zum Schutzgebiet führt der Landschaftsplan aus: „Das Landschaftsschutzgebiet umfasst einen Teil der im Biotopkataster NRW enthaltenen Bereiche mit Bedeutung für den Biotop- und Artenschutz, Flächen mit Bedeutung für den Biotopverbund, wichtige unzerschnittene Lebensräume, prägende, belebende und gliedernde Elemente sowie im Gebietsentwicklungsplan genannte wichtige Erholungsbereiche. Weiterhin wurden Gebiete mit besonderer Wasserschutzfunktion, mit kleinklimatischer Bedeutung, Bodenregulationsfunktion sowie mit hoher natürlicher Bodenfruchtbarkeit in das Landschaftsschutzgebiet einbezogen.“

## Schutzzwecke für das LSG
Laut Landschaftsplan erfolgte die Ausweisung des LSG
- „zur Erhaltung und Wiederherstellung der Leistungsfähigkeit des Naturhaushaltes mit seinen vielfältigen Funktionen Wasserschutz, Klimaschutz, Bodenschutz,, Biotop- und Artenschutz,“
- „zur Erhaltung der Nutzungsfähigkeit der Naturgüter,“
- „zur Erhaltung und Entwicklung des für den Planungsraum typischen Landschaftsbildes mit seinen prägenden Tälern, naturnahen Waldbeständen, geomorphologischen Ausprägungen und gliedernden und belebenden Elementen,“
- „zur Erhaltung und Sicherung der besonderen Bedeutung des Planungsraumes für die Erholung.“[1]

## Rechtliche Vorschriften
Im Landschaftsschutzgebiet ist unter anderem das Errichten von Bauten und Fischteichen verboten. Grün- und Brachland darf nicht in eine andere Nutzungsart umgewandelt oder umgebrochen werden.